# خیال‌پردازی ناسازگار
خیال‌پردازی ناسازگار یا رویاپردازی ناسازگار (به انگلیسی: Maladaptive daydreaming) که تحت نام خیال‌پردازی افراطی (به انگلیسی: excessive daydreaming) نیز شناخته می‌شود، نوعی اختلال روانی است که فرد با خیال‌بافی بیش از اندازه در زندگی روزمره خود اختلال ایجاد می‌کند. خیال‌پردازی ناسازگار می‌تواند منجر به پریشانی شود یا جایگزین تعامل انسانی شود و ممکن است در عملکرد عادی انسان مثل رابطه اجتماعی یا کار اختلال ایجاد کند. تشخیص این نوع فرم اختلال با هیچ معیار عمده پزشکی یا روانشناختی قابل تشخیص نیست و هیچ راهنمای تشخیص روانپزشکی یا پزشکی یافت نمی‌شود. در سال ۲۰۰۲، این اصطلاح توسط پروفسور الی سامر از دانشگاه حیفا ابداع شد. الی سامر این اختلال را اینگونه تعریف می‌کند: «فعالیت فانتزی افراطی که جایگزین تعامل انسانی می‌شود و/یا بر عملکرد تحصیلی، میان فردی یا حرفه ای فرد تداخل ایجاد می‌کند.» در خارج از تحقیقات الی سامر، دربارهٔ این اختلال تحقیقات محدودی انجام شده‌است.

## محدوده خیال پردازی
رویاپردازی یک فعالیت ذهنی بسیار رایج است که تقریباً همه تجربه می‌کنند. برخی از افراد این توانایی را دارند تا به قدری واضح رویاپردازی کنند که احساس حضور در محیط خیالی را تجربه کنند. برای برخی این تجربه به قدری لذت بخش است که مجبور به تکرار آن می‌شوند و در نتیجه به آن اعتیاد پیدا می‌کنند.
الی سامر وجود برخی محرک‌ها را مطرح می‌کنند که فرد با آنها شروع به رویاپردازی می‌کند مثل فانتزی‌های بسیار واضح با «ویژگی‌های داستان‌مانند» که در آن شخصیت‌ها، داستان و فضا شکل می‌گیرد. همچنین او در تحقیقات خودش استدلال می‌کند که خیال‌پردازی ناسازگار نوعی از روان‌پریشی نیست، زیرا افراد مبتلا به خیال‌پردازی ناسازگار می‌توانند بگویند که خیال پردازی‌های آنها واقعی نیست، در حالی که افراد مبتلا به اختلالات روان پریشی در تفکیک توهمات یا هذیان‌ها از واقعیت مشکل دارند.
خیال‌پردازی ناسازگار به عنوان یک اختلال روانپزشکی شناخته شده نیست ولی از زمانی که سامر برای اولین بار این اختلال را در سال ۲۰۰۲ مطرح کرد، گروه‌های حمایتی آنلاین را تشکیل داد. یکی از گروه‌های پشتیبانی در سایت وبلاگ آنلاین Wild Minds است که شامل پست‌هایی دربارهٔ تجربیات خود افراد، کانال چت و انجمن است.

## پژوهش‌ها
در حال حاضر، خیال‌پردازی ناسازگار توسط اتحادیه ای از پژوهش‌گران (اتحادیه بین‌المللی برای تحقیقات رویاپردازی ناسازگارانه یا ICMDR) از کشورهای مختلف از جمله ایالات متحده، لهستان، سوئیس، اسرائیل، یونان و ایتالیا مورد مطالعه قرار می‌گیرد. محققان علاقه‌مند می‌توانند به این اتحادیه عضو شوند تا همکاری‌ها دربارهٔ این زمینه کوچک تحقیقاتی تقویت شود. وب سایت ICMDR تمام مطالعات علمی در مورد خیال‌پردازی ناسازگار را در بخش «انتشارات» منتشر می‌کند.

## تشخیص
هیچ راه رسمی برای تشخیص خیال‌پردازی ناسازگار وجود ندارد زیرا هنوزهیچ راهنمای تشخیصی رسمی روانپزشکی مثل DSM-5 به رسمیت شناخته نشده‌است. با این حال، برخی از روش‌ها برای سنجش اختلال توسعه یافته‌اند.

### مقیاس خیال‌پردازی ناسازگار (MDS-16)
در سال ۲۰۱۵، یک اندازه‌گیری خودگزارشی ۱۴ ماده‌ای تحت نام «مقیاس ناسازگار رویاپردازی» یا MDS-16 برای شناسایی ناهنجاری‌ها در رویاپردازی افراد طراحی شد. هدف این تست اندازه‌گیری، ارائه یک اندازه‌گیری معتبر از شرایط بیمار و پتانسیل تبدیل شدن خیال‌پردازی ناسازگار به یک اختلال روانی بود.
بعداً دو مورد دیگر اضافه شد که استفاده از موسیقی در پرورش خیال‌پردازی را ارزیابی می‌کند. تست MDS-16 در چندین کشور مانند ایالات متحده، ترکیه، انگلستان، ایتالیا و اسرائیل استفاده شده‌است.

### چندابتلایی احتمالی
خیال‌پردازی ناسازگار ممکن است با تعدادی از اختلالات روانی موجود مثل اختلال کم‌توجهی - بیش‌فعالی، اختلال اضطراب، اختلال افسردگی عمده و اختلال وسواسی-جبری (OCD) همراه شود و دارای پتانسیل چندابتلایی باشد. در یک مطالعه موردی، فلووکسامین، دارویی که معمولاً برای درمان مبتلایان به OCD استفاده می‌شود، به بیمار مبتلا به این اختلال داده شد. بیمار دریافت که بهتر می‌تواند دفعات خیال‌پردازی خود را کنترل کند.

## در رسانه‌ها
خیال‌پردازی ناسازگار به‌طور رسمی به عنوان یک اختلال روانی شناخته نشده اما از سال ۲۰۲۰ توجه بسیاری از اخبار و رسانه‌ها را به خود جلب کرده‌است.